# Košťany nad Turcom

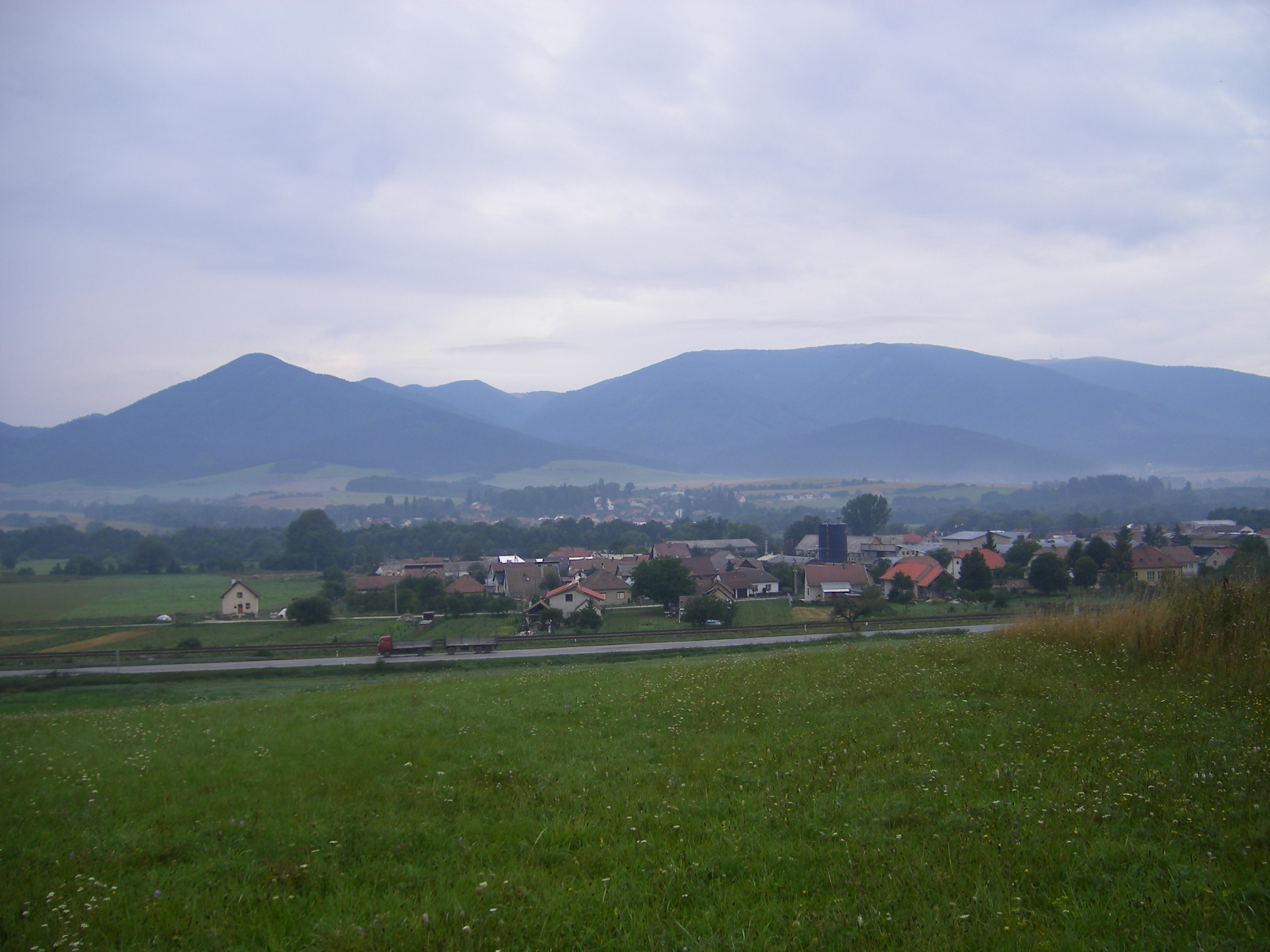
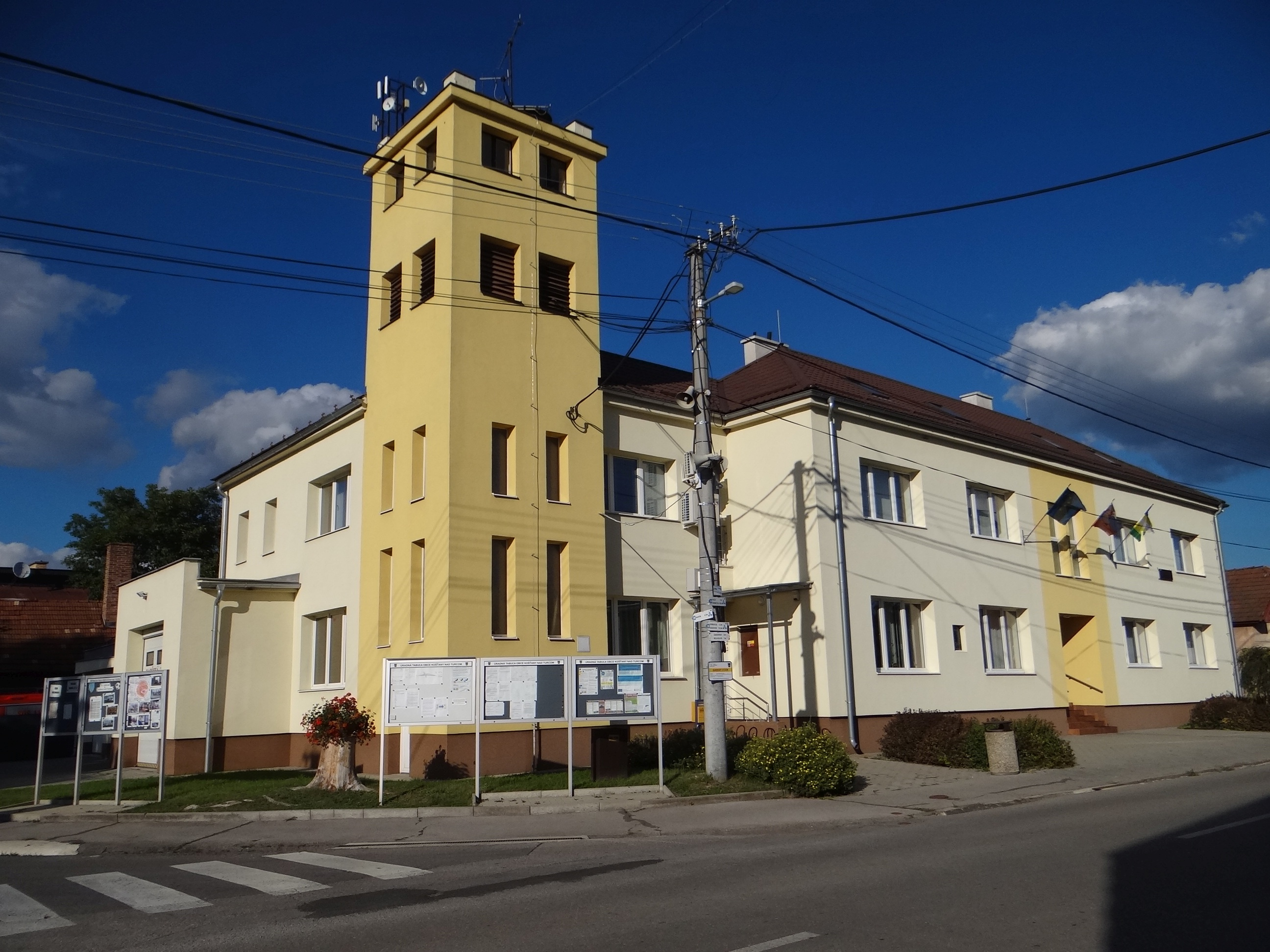
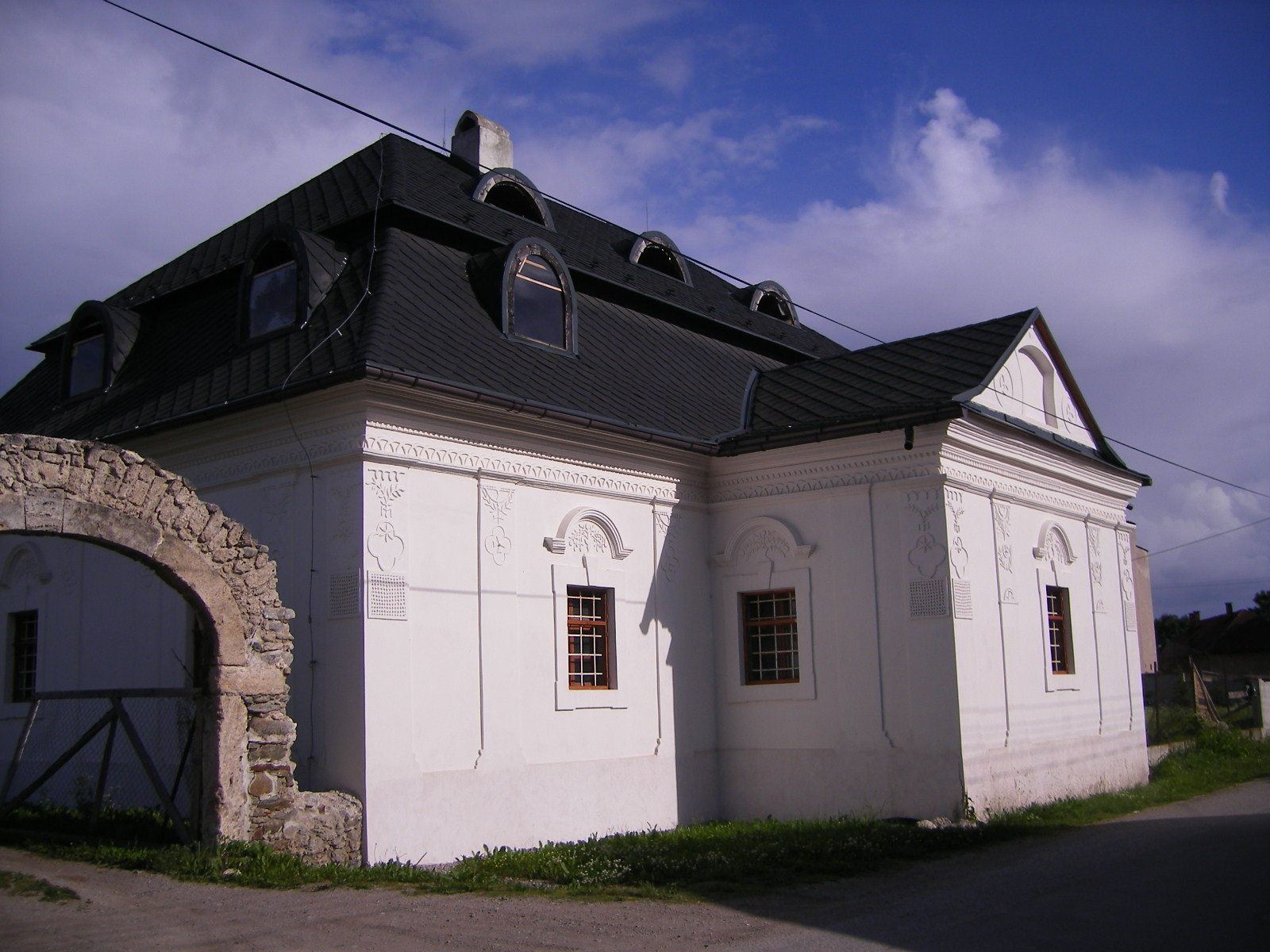
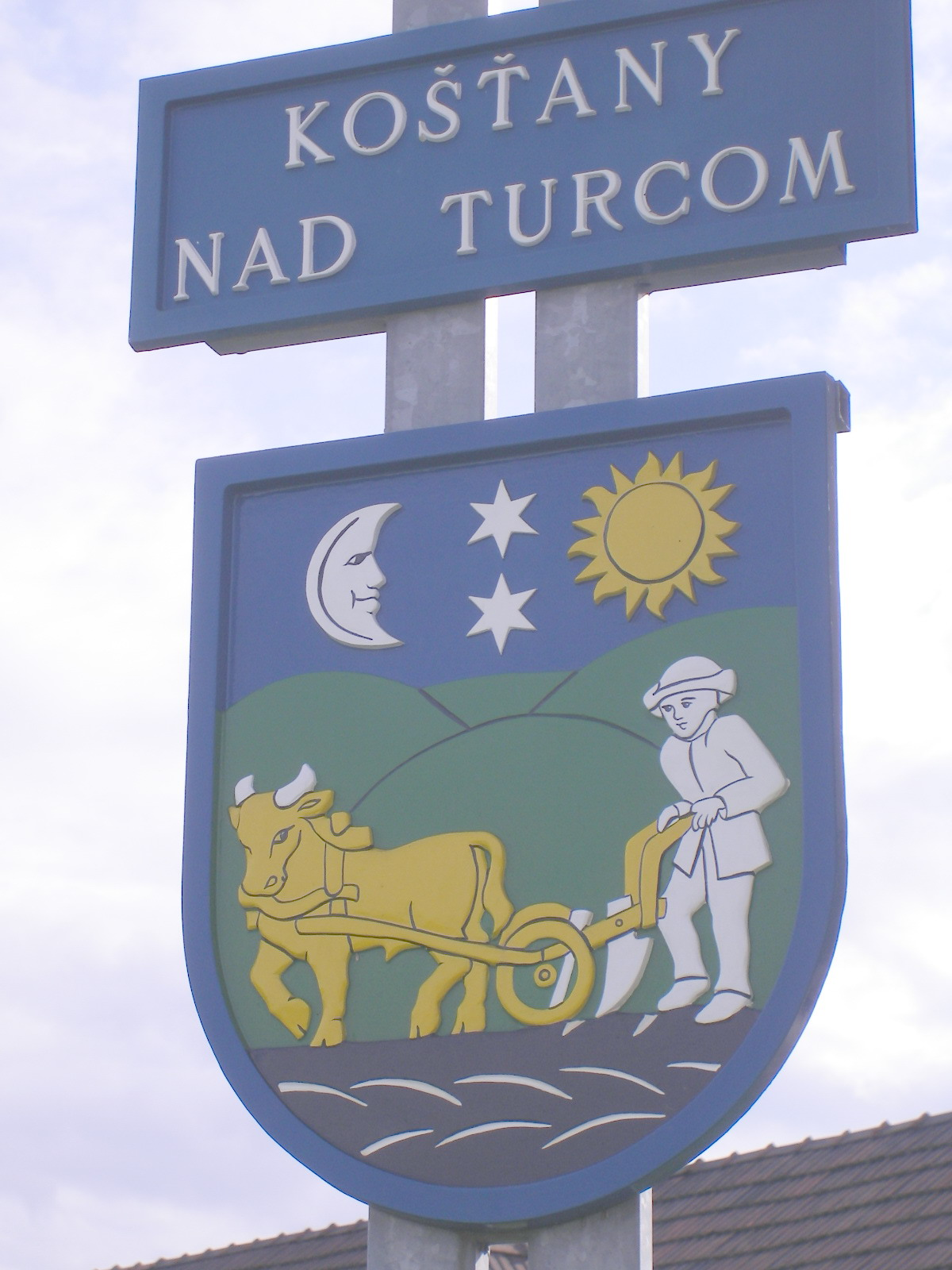
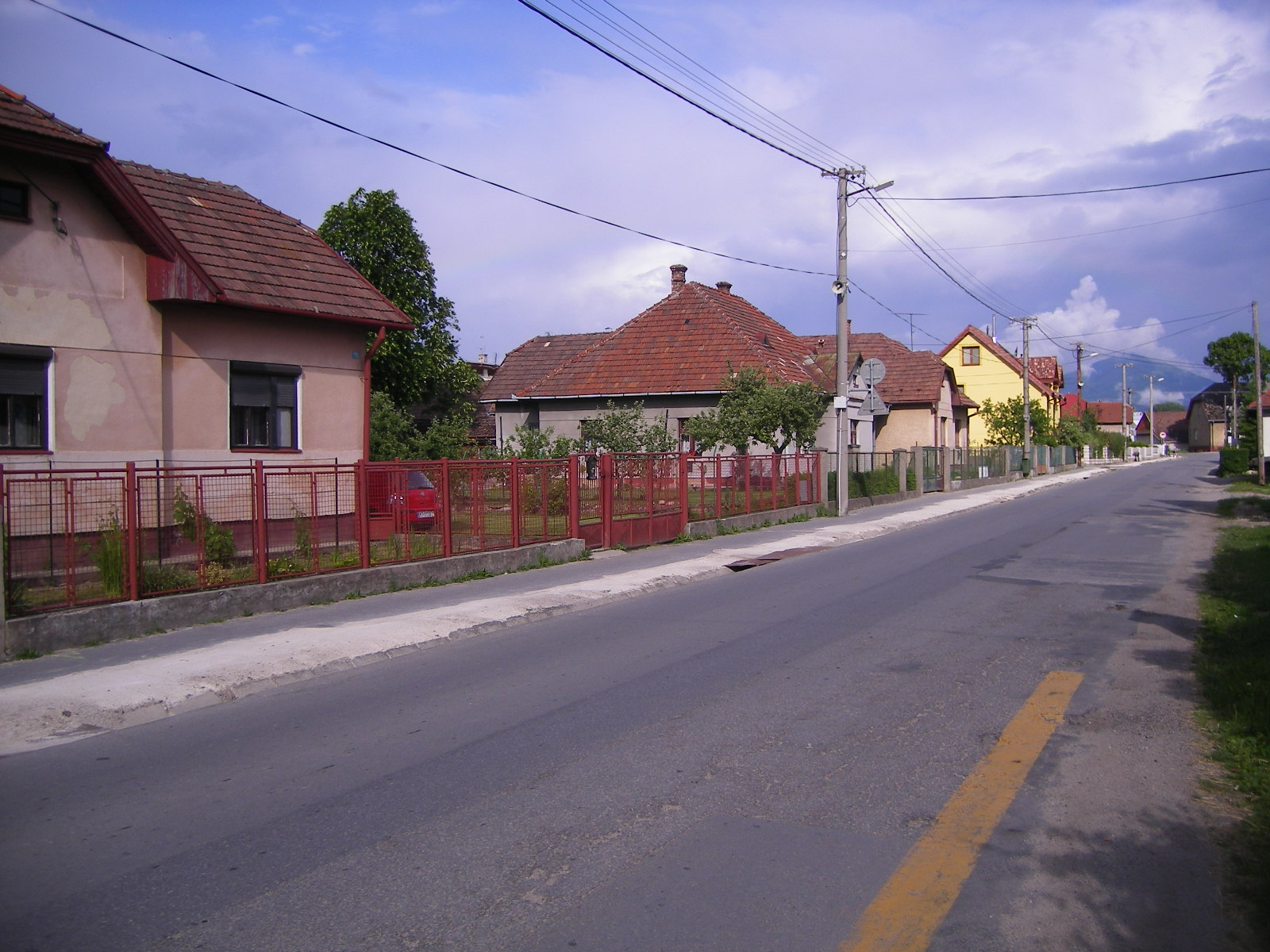

Košťany nad Turcom (Hongaars: Kostyán) is een Slowaakse gemeente in de regio Žilina, en maakt deel uit van het district Martin.
Košťany nad Turcom telt 1.163 inwoners.